# پایانه‌های مسافربری شیراز
شهر شیراز دارای پنج پایانه مسافربری برون‌شهری می‌باشد که در نزدیکی به ابتدای ۴ محور اصلی خروجی شهر واقع گشته‌است.

## فهرست پایانه‌های شیراز
- پایانه شهید کاراندیش
- پایانه شهید مدرس (کاوه)
- پایانه امیرکبیر
- پایانه شهید طباطبایی
- پایانه علی بن حمزه [۱]

## پیشینه پایانه‌های شیراز
شهرداری شیراز در سال ۱۳۶۳ اولین پایانه متمرکز خود را با نام «پایانه شهید کاراندیش» مطالعه، طراحی و به‌اجرا درآورد که در دی‌ماه ۱۳۶۶ به بهره‌برداری رسید.
«پایانه شهید مدرس» در شرق شیراز و «پایانه امیرکبیر» در جنوب غرب این شهر نیز پس از احداث و تجهیز در اردیبهشت ماه ۱۳۷۵، به‌طور هم‌زمان به بهره‌برداری رسیدند. همچنین «پایانه شهید طباطبایی» جهت سرویس دهی به مناطق شمال غربی شهر شیراز از سال ۱۳۹۴ شروع به فعالیت کرده‌است.

## معرفی پایانه‌ها

### پایانه شهید کاراندیش
۲۹°۳۶′۴۵٫۹۷″ شمالی ۵۲°۳۳′۴۳٫۵۳″ شرقی / ۲۹٫۶۱۲۷۶۹۴°شمالی ۵۲٫۵۶۲۰۹۱۷°شرقی
این پایانه در بلوار سلمان فارسی نبش ساحلی شرقی واقع شده.است. این پایانه معمولاً به مسافران شهرهای خارج از استان فارس در سراسر کشور خدمات می‌دهد.

### پایانه شهید مدرس (کاوه)
۲۹°۳۶′۶٫۴۸″ شمالی ۵۲°۳۳′۴۵٫۱۵″ شرقی / ۲۹٫۶۰۱۸۰۰۰°شمالی ۵۲٫۵۶۲۵۴۱۷°شرقی
این پایانه واقع در بلوار شهید مدرس می‌باشد که به مسافرین شهرها و بخش‌های جنوبی و شرقی استان فارس از جمله جهرم و فسا و داراب خدمات می‌دهد.
ترمینال جدید این پایانه در تقاطع شیرودی-ولایت در حال ساخت است.

### پایانه امیرکبیر
۲۹°۳۶′۱۲٫۶۳″ شمالی ۵۲°۳۰′۴۹٫۵۳″ شرقی / ۲۹٫۶۰۳۵۰۸۳°شمالی ۵۲٫۵۱۳۷۵۸۳°شرقی
در حال حاضر این پایانه در محوطه شهرداری منطقه چهار واقع در ابتدای بلوار امیرکبیر می‌باشد. مساحت این پایانه حدود ۲ هکتار است و به مسافرین شهرها و بخشهای جنوب و جنوب غربی شیراز از جمله بوشهر و اهواز خدمات ارائه می‌دهد.

### پایانه شهید طباطبایی
۲۹°۳۹′۲۳٫۶۶″ شمالی ۵۲°۲۹′۱٫۶۱″ شرقی / ۲۹٫۶۵۶۵۷۲۲°شمالی ۵۲٫۴۸۳۷۸۰۶°شرقی
این پایانه روبروی ساختمان ایستگاه راه‌آهن شیراز واقع شده‌است و به مسافرین شهرها و بخشهای شمال غرب شیراز از جمله یاسوج و سپیدان خدمات می‌دهد.

### پایانه علی ابن حمزه
پایانه علی ابن حمزه (ع) در بلوار سلمان فارسی خیابان ساحلی شرقی روبروی پایانه شهید کاراندیش واقع شده که به شهرهای نیمه‌ی شمالی استان فارس از جمله مرودشت و  ارسنجان خدمات ارائه می‌کند.